# ゼロイチできんのか!?
『ゼロイチできんのか!?』は、フジテレビ系列で放送されていたバラエティ番組である。

## 概要
峯岸みなみ - 『いちごパフェ』
・いちご
・コーンフレーク
・アイスクリーム
・パフェグラス
・ガラスのスプーン
小島よしお - 『かにラーメン』
・紙エプロン(高地優吾)

## 出演者
- チョコレートプラネット（長田庄平・松尾駿）

## 放送内容
| 回 | 放送日         | 放送時間（JST）   | 内容 | ゲスト                                                                                              | 備考                       |
| -- | -------------- | ----------------- | ---- | --------------------------------------------------------------------------------------------------- | -------------------------- |
| 1  | 2020年12月30日 | 水曜8:50 - 9:50   |      | 生見愛瑠                                                                                            |                            |
| 2  | 2021年6月5日   | 土曜21:30 - 23:40 |      | 生見愛瑠、本田望結、本田紗来、髙地優吾（SixTONES） 、峯岸みなみ、小島よしお、ハイジ（新鮮なたまご） | 『土曜プレミアム』枠で放送 |

## スタッフ
第2回（2021年6月5日放送分）
- 企画：田村優介（フジテレビ）
- ナレーション：立木文彦
- テーマ曲：オーサカ=モノレール（第2回）
- 構成：丸山コウジ、安田聡太、工藤亮太
- 美術制作：吉良久仁子
- デザイン：齋田崇史（フジテレビ）
- アートコーディネーター：鈴木真吾
- 大道具：市川賢人（第2回）
- アクリル装飾：堀内重彰
- キャラクターデザイン：WOOD（第2回）
- CAM：檀 亮（第2回）、才沢誠二、坂口賢大
- 音声：芦田沙織（第2回）
- 照明：前田貢伺（第2回）
- 編集：竹野秀崇（第2回）
- MA：坪野有馬（第2回）
- 音響効果：矢部公英
- TK：盛山潮里
- 美術協力：フジアール
- 技術協力：エスパシオ、e-naスタジオ（e-na→第2回）、東京オフラインセンター
- 広報：瀬川ネリ（フジテレビ）
- 営業：加藤亜利沙（フジテレビ、第2回）
- AD：赤嶺隼世、三井拓哉（共に第2回）
- ディレクター：渡辺恭三、三宅佑治、蔡理皓、久保光史、得能和貴（共に第2回）
- プロデューサー：加藤大（FCC）、三井静香（FCC）、山下浩一（ビアーズ）（加藤・山下→第2回）
- 演出：鈴木一休（FCC）
- 制作協力：FCC、BEE OURS（BEE→第2回）
- 製作著作：フジテレビ

### 過去のスタッフ
- 構成：あだち昌也（第1回）
- 電飾：桑島亮太（第1回）
- CAM：浦谷清顕（第1回）
- 音声：中村浩一（第1回）
- 照明：坂口誠也（第1回）
- 編集：中澤仁（第1回）
- MA：武藤陽平（第1回）
- 美術協力：山田かつら（第1回）
- 技術協力：ジーリンクスタジオ（第1回）
- 営業：吉川厚（フジテレビ、第1回）
- キャスティング：陶山達也（YELLOW、第1回）
- AD：中村鼓生（第1回）
- ディレクター：佐藤三生・大垣ジョー・眞島裕也（YELLOW）、開発太志、村田穂乃香、萬俊之、中島義天（スマイト・ピクチャーズ）（共に第1回）
- プロデューサー：笹谷隆司（FCC）、張眞英・川岸宏彰（YELLOW）（共に第1回）
- 制作協力：YELLOW（第1回）